# Glukozid 3-dehidrogenaza
Glukozid 3-dehidrogenaza (EC 1.1.99.13, -glukozidna 3-dehidrogenaza, -aldoheksopiranozidna dehidrogenaza, -aldoheksozid:citohrom  oksidoreduktaza, D-glukozid 3-dehidrogenaza, heksopiranozid-citohrom  oksidoreduktaza, D-aldoheksozid:(akceptor) 3-oksidoreduktaza) je enzim sa sistematskim imenom D-aldoheksozid:akceptor 3-oksidoreduktaza. Ovaj enzim katalizuje sledeću hemijsku reakciju
saharoza + akceptor {\displaystyle \rightleftharpoons } 3-dehidro-alfa-D-glukozil-beta-D-fruktofuranozid + redukovani akceptor
Ovaj enzim je flavoprotein (FAD). On deluje na D-glukozu, D-galaktozu, D-glukozide i D-galaktozide.

## Literatura
- Nicholas C. Price; Lewis Stevens (1999). Fundamentals of Enzymology: The Cell and Molecular Biology of Catalytic Proteins (Third изд.). USA: Oxford University Press. ISBN 019850229X.
- Eric J. Toone (2006). Advances in Enzymology and Related Areas of Molecular Biology, Protein Evolution (Volume 75 изд.). Wiley-Interscience. ISBN 0471205036.
- Branden C; Tooze J. Introduction to Protein Structure. New York, NY: Garland Publishing. ISBN 0-8153-2305-0.
- Irwin H. Segel. Enzyme Kinetics: Behavior and Analysis of Rapid Equilibrium and Steady-State Enzyme Systems (Book 44 изд.). Wiley Classics Library. ISBN 0471303097.

## Spoljašnje veze
- Glucoside+3-dehydrogenase на 